# Ariane Friedrich
Ariane Friedrich, el cognom real és Tempel, va néixer el 10 de gener de 1984 a Nordhausen. És una atleta de salt d'alçada alemanya. Va guanyar la medalla de bronze en el Campionat del Món de 2009 i va representar a Alemanya en els Jocs Olímpics de Pequín 2008. Va aconseguir el millor rècord alemany a l'aire lliure en l'esdeveniment, amb una marca de 2,06m, encara que va ser 1cm menys que el rècord en pista coberta aconseguit per Heike Henkel.
Es va convertir en la campiona d'Alemanya en els anys 2004, 2007, 2008, 2009 i 2010, i actualment representa al club LG Eintracht Frankfurt.

## Carrera
Ariane va guanyar la medalla d'or en el Campionat d'Europa Júnior d'Atletisme 2003, la medalla de bronze en la Universiada d'Estiu de 2005, la medalla de plata en la Universiada d'Estiu de 2007 i la medalla d'or en la Universiada d'Estiu de 2009. A més, va aconseguir el vuitè lloc en el Campionat del Món en Pista Coberta de 2008, i es va portar el setè lloc en la final de salt d'altura en els Jocs Olímpics de Pequín 2008.
La seva temporada en pista coberta va arrencar amb força l'any 2009, amb un triomf en el Campionat d'Europa d'Atletisme en Pista Coberta, amb un salt de 2,01m. La seva temporada a l'aire lliure va començar amb el seu millor salt personal, el qual va anar de 2,06 metres al juny de 2009 en l'Internationales Stadionfest, trencant el rècord nacional a l'aire lliure d'Heike Henkel de 2,05 metres. Un mes més tard, va guanyar una altra medalla d'or en el Campionat d'Europa per equips de 2009. Va completar un joc complet de medalles en la Universiada de juliol quan finalment va guanyar l'or en la Universiada d'Estiu de 2009.

### Marques personals
| esdeveniment                     | millor (m) | lloc                | data                 |
| -------------------------------- | ---------- | ------------------- | -------------------- |
| Salt d'altura (a l'aire lliure)  | 2.06       | Berlín, Alemanya    | 14 de juny de 2009   |
| Salt d'altura (en pista coberta) | 2.05       | Karlsruhe, Alemanya | 15 de febrer de 2009 |